# 高津氏
高津氏（たかつし）は、江戸時代の武家で醍醐家の諸大夫。本姓は藤原氏。家系は近衛家の分家筋で五摂家のひとつの鷹司家の一門とされるが、詳細な系図は不明。

## 概要
『地下家伝』によると、高津氏は鷹司冬頼（冬良とするものもあり、原文では武士鷹司紀伊守藤原冬頼と記される）の子・高津時貞が高津姓を名乗ったのが始まりとされる。ただし、鷹司家の系図には冬頼・冬良の名前は確認できない。鷹司家の人物で冬の字が名前に含まれるのは、冬平・冬教・冬基・冬通・冬家・冬経・忠冬と、戦国時代に美濃国で活動した美濃鷹司氏の冬明がいる。醍醐家の諸大夫を代々務め幕末まで続いた。